# Орден Золотой цепи

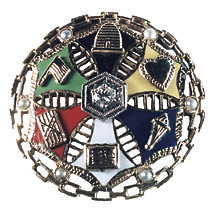
Логотип Ордена Золотой цепи

Орден Золотой цепи (англ. Order of the Golden Chain) — парамасонская благотворительная организация для масонов и их ближайших родственников женского пола.

## История
Орден был основан в 1929 году в Асбери-Парк, Нью-Джерси. Местные филиалы организации называются «Линк», и существуют в северо-восточных прибрежных штатах США. В каждом из филиалов есть шесть офицеров, которые занимаются их администрированием и управлением. Эти офицеры называются — «драгоценности». «Гранд линк» находится в Нью-Джерси. Во время Великой депрессии местные линки способствовали сбору сотен тысяч долларов для закупки предметов первой необходимости в больницы, дома престарелых и детские дома. Во время Второй мировой войны члены ордена организовывали гуманитарные поставки для военных нужд.
После окончания войны орден создал лагерь с одноимённым названием — «Золотая цепь». Лагерь расположился на 145 акрах (0,59 км2) земли и 10 акрах (40 000 м2) озера в Уоррен Каунти, штат Нью-Джерси. Лагерь был создан для нужд обездоленных детей всех рас и больных или молодых людей с ограниченными возможностями. Орден является спонсором организации, которая называется «Девушки Золотого двора», созданного для девочек подросткового возраста.
Также существовал предыдущий Орден Золотой цепи, который был основан в 1881 году и объявил себя банкротом в 1899 году.
«Орден Золотой цепи» также присваивает имя чести в Lions Clubs International. В прежние века, это было имя чести, которое даровалось королями Мюнстера в Ирландии, а также имя чести присваивалось правителями Саксонии в Германии.